# STS-2
Mise STS-2 raketoplánu Columbia, která odstartovala 12. listopadu 1981, byla druhá mise v rámci programu Space Shuttle americké NASA. Bylo to poprvé, co se do vesmíru dostal pilotovaný dopravní prostředek, který byl již jednou použit. Předtím to byla pouze nepilotovaná loď Gemini 2, jejíž suborbitální kapsle byla po nutné opravě použita v jiném nepilotovaném letu v programu Manned Orbiting Laboratory.

## Posádka
- Joseph Engle (1), velitel
- Richard Truly (1), pilot

(v závorkách je uveden dosavadní počet letů do vesmíru včetně této mise)
Záložní posádka byla:
- Thomas Mattingly, velitel
- Henry Hartsfield, pilot

## Průběh mise

### Přípravy na start
Přípravy na druhý let Columbie trvaly od jejího prvního přistání přibližně půl roku. Začaly tím, že byl družicový stupeň Columbia převezen z Edwardsovy letecké základny, místa svého přistání, na "zádech" letadla Boeingu 747-SCA na Kennedyho vesmírné středisko na Floridě. Vlastní přípravy začaly až v hangáru OPF (Orbiter Processing Facility). Z raketoplánu měly být podle původního plánu odmontovány a podrobně prohlédnuty všechny tři hlavní motory SSME, ale vzhledem k vynikajícímu stavu to nebylo potřeba. Jen dvě z celkových 3240 chladicích rourek potřebovaly opravu. Z motorové sekce bylo vymontované a vzápětí nahrazeno novým jedno čerpadlo hydrauliky APU (Auxilliary Power Unit) a vyměněná byla také jedna z pěti plošin inerciálního navigačního systému. Velkou opravu si vyžádal tepelný štít, na kterém technici vyměnili nebo opravili téměř 10 procent dlaždic tepelné ochrany. Další opravy se týkaly elektroinstalace. Do nákladového prostoru bylo naloženo poprvé užitečné zatížení – soubor přístrojů označovaných jako OSTA1 a dálkový manipulátor RMS (Remote Manipulator System). Zároveň s úpravami družicového stupně se v raketové montážní hale VAB (Vehicle Assembly Building) skládaly pomocné motory SRB a připevňovaly se k hlavní palivové nádrži ET. Do montážní haly VAB byla Columbie převezená 10. srpna 1981 a po smontování startovací soustavy byla 31. srpna spolu s mobilním vypouštěcím převezená na startovací rampu 39A.
Dne 22. září nastal při tankování únik oxidu dusičitého. Oxid postříkal trup raketoplánu a způsobil poškození celkem 379 dlaždic tepelné ochrany, které tak musely být vyměněny. Kromě toho byly vyměněny i další poškozené části družicové části, což si vyžádalo odklad startu o jeden měsíc. Nový termín startu byl 4. listopadu 1981 (oproti původně plánovanému 9. září). Závěrečnou fázi odpočítávání přerušilo několik problémů: nižší tlak v kyslíkové nádrži ET, který ohlásili počítače v čase T-9 minut, a nižší tlak v palivových článcích v čase T-31 sekundy. V důsledku těchto a dalších problémů odvolalo vedení letu start.

### Start

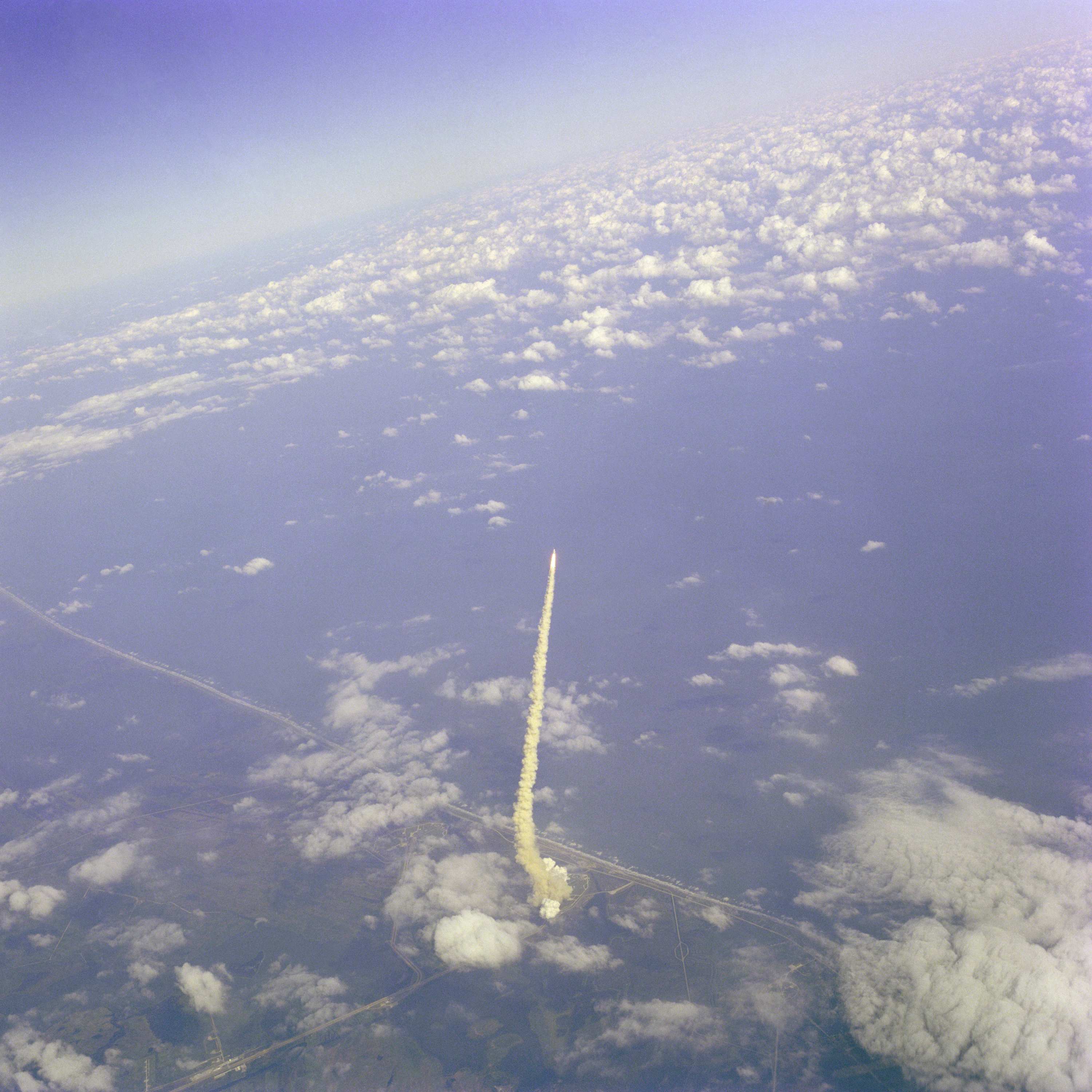
Druhý start raketoplánu Columbia z Kennedyho vesmírného střediska vyfocený z letadla Johnem Youngem

Druhé odpočítávání ze začátečních T-35 hodin bylo opět přerušeno dvěma poměrně závažnými problémy. I tak ale dalo vedení letu Columbii souhlas se startem. Raketoplán šťastně odstartoval 12. listopadu 1981 v 15:10 UT.
Sedm sekund po startu zahájil raketoplán rotační manévr, 130 sekund po startu byly odhozeny motory SRB. V průběhu volného pádu motorů se však na obou poškodila kabeláž a z moře byly vytaženy poškozené. Orbiter s hlavní palivovou nádrží bez problémů pokračoval v letu. V T+522 došlo k vypnutí motorů SSME, nádrž byla odhozená a po dvou manévrech se Columbie dostala na oběžnou dráhu ve výšce 222 km.

### Průběh letu
Po pěti hodinách na oběžné dráze došlo k vážnému problému. Palivová baterie PRSD, která začala projevovat malé odchylky už několik minut po startu, přestala fungovat úplně. Kromě elektrické energie vyráběla baterie také vodu, velmi potřebnou pro posádku. Přestože měl raketoplán k dispozici dvě další baterie, vedení letu rozhodlo zkrátit původně 125hodinový let na 54 hodin. Navzdory problémům začali astronauti provádět naplánované experimenty a i přes zkrácený pobyt na orbitě splnili plán na 90 procent. Před plánovaným spánkem posádka podle pokynů řídícího střediska v Houstonu podnikla opatření ke snížení odběru elektrické energie. Po druhém nočním odpočinku se posádka začala připravovat na návrat na Zemi. Experimenty na plošině OSTA-1 byly ukončené a dveře do nákladového prostoru zavřené.

### Přistání
Ve 20:19 UT se po nasměrování raketoplánu do polohy motory napřed zažehly nad Indickým oceánem dva motory OMS. Raketoplán Columbia začal sestupovat do zemské atmosféry. V průběhu přistávání zkoušeli piloti různé manévry s cílem dosáhnout co největší odchylku v kurzu letu. Přistání probíhalo z části automaticky, řízené palubním počítačem, ruční řízení převzal pilot Richard Truly ve výšce pouhých 30 metrů nad přistávací dráhou. Raketoplán dosedl na přistávací dráhu Edwardsovy letecké základny ve 21:23 UT.